# Cleve Moler
Cleve Barry Moler (Salt Lake City, 17 de agosto de 1939) é um matemático e cientista da computação estadunidense. Trabalha com álgebra linear numérica. Participou no desenvolvimento do LINPACK e EISPACK e desenvolveu o MATLAB.
Recebeu o Prêmio Pioneiro da Computação de 2012.

## Obras
- com George E. Forsythe, Michael A. Malcolm Computer methods for mathematical computations, Prentice-Hall Series in Automatic Computation, Prentice-Hall, Englewood Cliffs, N.J., 1977
- Numerical computing with MATLAB, SIAM 2004